# フリードリヒ・ニーチェ
フリードリヒ・ヴィルヘルム・ニーチェ（独: Friedrich Wilhelm Nietzsche, 1844年10月15日 - 1900年8月25日）は、ドイツ・プロイセン王国出身の哲学者・古典文献学者。ニイチェと表記する場合も多い。

## 概要
現代では実存主義の代表的な思想家の一人として知られる。古典文献学者フリードリヒ・ヴィルヘルム・リッチュルに才能を見出され、スイスのバーゼル大学古典文献学教授となって以降はプロイセン国籍を離脱して無国籍者であった。辞職した後は在野の哲学者として一生を過ごした。随所にアフォリズムを用いた、巧みな散文的表現による試みには、文学的価値も認められる。
なお、ドイツ語では「ニーチェ」（フリードリヒ [ˈfriːdrɪç] ヴィルヘルム [ˈvɪlhɛlm] ニーチェ [ˈniːtʃə]）のみならず「ニーツシェ」[ˈniːtsʃə]とも発音される。

## 生涯

### 少年時代
ニーチェは、1844年10月15日火曜日にプロイセン王国領プロヴィンツ・ザクセン（Provinz Sachsen、現在のザクセン＝アンハルト州など）、ライプツィヒ近郊の小村レッツェン・バイ・リュッケンに、父カール・ルートヴィヒと母フランツィスカの間に生まれた。父カールは、ルター派の裕福な牧師で元教師であった。同じ日に49回目の誕生日を迎えた当時のプロイセン国王フリードリヒ・ヴィルヘルム4世にちなんで、「フリードリヒ・ヴィルヘルム」と名付けられた。なお、ニーチェは後にミドルネーム「ヴィルヘルム」を捨てている。
1846年には妹エリーザベトが、1848年には弟ルートヴィヒ・ヨーゼフが生まれている。しかし、ニーチェが4歳（1848年）の8月、父カール・ルートヴィヒは近眼が原因で足元にいた小犬に気付かず、つまづき玄関先の石段を転げ落ちて頭を強く打ち付け、1849年4月30日にこの時の怪我が原因で死去した。また、それを追うように、1850年には2歳の弟ヨーゼフが、歯が原因とされる痙攣によって病死。なお、父の死の日付に関しては、ニーチェ自身は7月27日と語り、弟の死に関しては1850年1月末の出来事と語る。
男手を失い家計を保つ必要性があったことから、父方の祖母とその兄クラウゼ牧師を頼って故郷レッケンを去りナウムブルクに移住する。また、2人の伯母も家事や食事などに協力した。計6人でのナウムブルクでの生活が始まった。
その後ニーチェは、6歳になる前にナウムブルクの市立小学校に入学する。翌年、ウェーベル(ウェーバー)氏の私塾(予備校)に入った。数年そこで学び、1854年にナウムブルクのギムナジウムに入学する。
なお、私塾ではギリシア語ラテン語の初歩教育を受け、ただ勉強を受けるだけではなく、外へ遠足へ出かけることもあり楽しかったとニーチェは語る。
ニーチェは、父が死ぬ前の幼い時代が幸せだったこと、その後父や弟が死んだ時の悲しみを、ギムナジウム時代に書いた自伝集で綴っている。また伯母や祖母の死もあったこと、そして、その他のいろんな困難を自分が乗り越えてきたことを語る。そして、それには神の導きのお陰があったと信じていた。神に関しては、この時代はまだ信仰していた事がわかる。

#### ある雨の日の話
市立小学校時代のニーチェの性格をうかがわせるものとして、多くの解説書で語られる有名なエピソードがある。
まだニーチェが市立小学校に通っていた頃、帰りににわか雨が降ってきた。他の子供たちは傘がなく走って帰って来た。にも拘わらずニーチェはひとり雨の中を頭にハンカチを載せて歩いて帰って来たという。心配して途中まで来ていた母が「何故、走ってこないのか」と怒ったところ、ニーチェは「校則に帰りは走らず静かに帰れと書いてあるから」と述べたという。このエピソードは、ニーチェという人物の生真面目さと結び付けられてよく語られている。

#### エリーザベトの兄への思い
エリーザベトが残した文からエリーザベトが兄への尊敬の念を持っていたことも分かっている。その理由は、兄の人格が誠実で嘘を憎むからであり、さらには活発で抑えのきかない自分に自制の心を教えてくれたからだという。
さらに、エリーザベトは6歳の頃から、兄の書いた文を集めていたことがわかっている。エリーザベトは、ニーチェ文庫を創設しており、彼女が集めた文書は兄の研究に大きく貢献した。一方で彼女は、兄の遺稿をめちゃくちゃに編集したり、ナチスに宣伝したりした。その理由は、自身の名誉のためという説が強いが、こうしたエリーザベトの兄への思いも考慮して、兄への尊敬の念が行き過ぎてしまっただけなのだという見方をする者もいる
。

### 青年時代

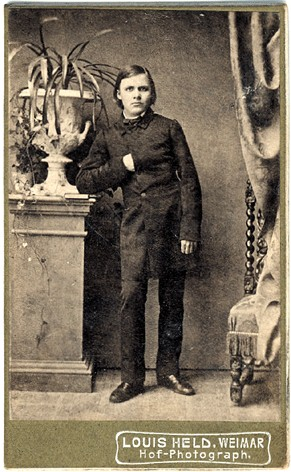
1861年のニーチェ

ニーチェは、1854年からナウムブルクのギムナジウムへ通った。
ギムナジウムでは音楽と国語の優れた才能を認められていた。プフォルター学院に移る少し前、一人の伯母の死とそれに相次ぐ、祖母の死をきっかけにニーチェの母は移住することを決める。ニーチェの母は友達の牧師に家を借りる。ニーチェは勉強やスポーツに励み、友人であるピンデル(ピンダー)やクルークとの交流のおかげもあって芸術や作曲に長けていた。
その噂を聞いたドイツ屈指の名門校プフォルタ学院の校長から給費生としての転学の誘いが届く。ドイツ屈指の名門校プフォルタ学院にニーチェは、母や妹とのしばしの別れを惜しみながらも入学する事を決心した。このとき、生まれて初めて、田舎の保守的なキリスト教精神から離れて暮らすこととなる。
1858年から1864年までは、古代ギリシアやローマの古典・哲学・文学等を全寮制・個別指導で鍛えあげられ、模範的な成績を残す。また、詩の執筆や作曲を手がけてみたり、パウル・ドイセンと友人になったりした。
またニーチェは、プフォルター学院時代に、詩や音楽を自作し互いに評価しあうグループ「ゲルマニア」を結成し、その中心人物として活動した。

### 大学生時代

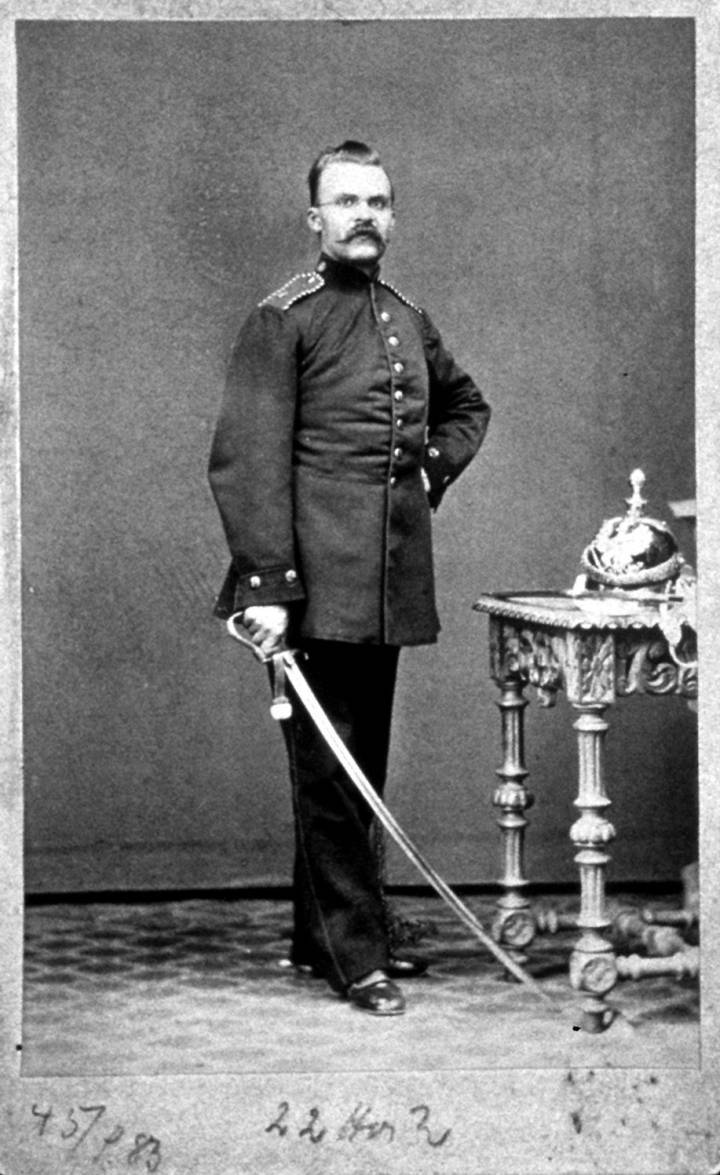
1868年のニーチェ。除隊する際に撮影

1864年にプフォルター学院を卒業すると、ニーチェはボン大学へ進んで、神学部と哲学部に籍を置く。神学部に籍を置いたのは、母がニーチェに父の後をついで牧師になる事を願っていたための配慮だったと指摘される。しかし、ニーチェは徐々に哲学部での古典文献学の研究に強い興味を持っていく。
そして、最初の学期を終える頃には、信仰を放棄して神学の勉強も止めたことを母に告げ、大喧嘩をしている（当時のドイツの田舎で、牧師の息子が信仰を放棄するというのは、大変珍しい事で、ましてや、夫を亡くした母にとっては、一家の一大事と考えた事も予測できる）。ニーチェのこの決断に大きな影響を及ぼしたのは、ダーヴィト・シュトラウスの著書『イエスの生涯』である。
ニーチェは、大学在学中に、友人ドイッセンとともに「フランコニア」というブルシェンシャフト（学生運動団体）に加わったが、最初の頃は楽しんでいたものの、徐々にニーチェはその騒がしさや野蛮さに嫌悪を抱いていったようである。その事は、友人ゲルスドルフに宛てた手紙から確認されている。
また、ボン大学では、古典文献学の研究で実証的・批判的なすぐれた研究を行ったフリードリヒ・ヴィルヘルム・リッチュルと出会い、師事する。リッチュルは、当時大学1年生であったニーチェの類い稀な知性をいち早く見抜き、ただニーチェに受賞させるためだけに、懸賞論文の公募を行なうよう大学当局へもちかけている。
ニーチェは、このリッチュルのもとで文献学を修得している。そして、リッチュルがボン大学からライプツィヒ大学へ転属となったのに合わせて、自分もライプツィヒ大学へ転学する。このライプツィヒ大学では、ギリシア宗教史家エルヴィン・ローデと知り合い親友となる。彼は、後にイェーナ大学やハイデルベルク大学などで教鞭を執ることになる。また、1867年には、一年志願兵として砲兵師団へ入隊するが、1868年3月に落馬事故で大怪我をしたため除隊する。それから、再び学問へ没頭することになる。
ライプツィヒ大学在学中、ニーチェの思想を形成する上で大きな影響があったと指摘される出会いが、2つあった。ひとつは、1865年に古本屋の離れに下宿していたニーチェが、その店でショーペンハウエルの『意志と表象としての世界』を偶然購入し、この書の虜となったことである。もうひとつは、1868年11月、リッチュルの紹介で、当時ライプツィヒに滞在していたリヒャルト・ワーグナーと面識を得られたことである。ローデ宛ての手紙の中で、ショーペンハウエルについてワーグナーと論じ合ったことや「音楽と哲学について語り合おう」と自宅へ招待されたことなどを興奮気味に伝えている。

### バーゼル大学教授時代

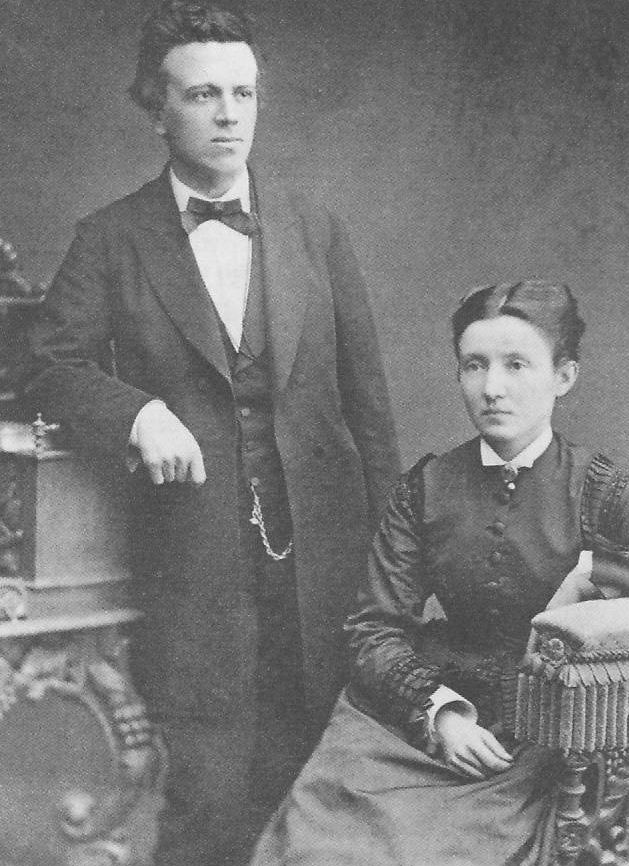
(左)フランツ・オーヴァーベック

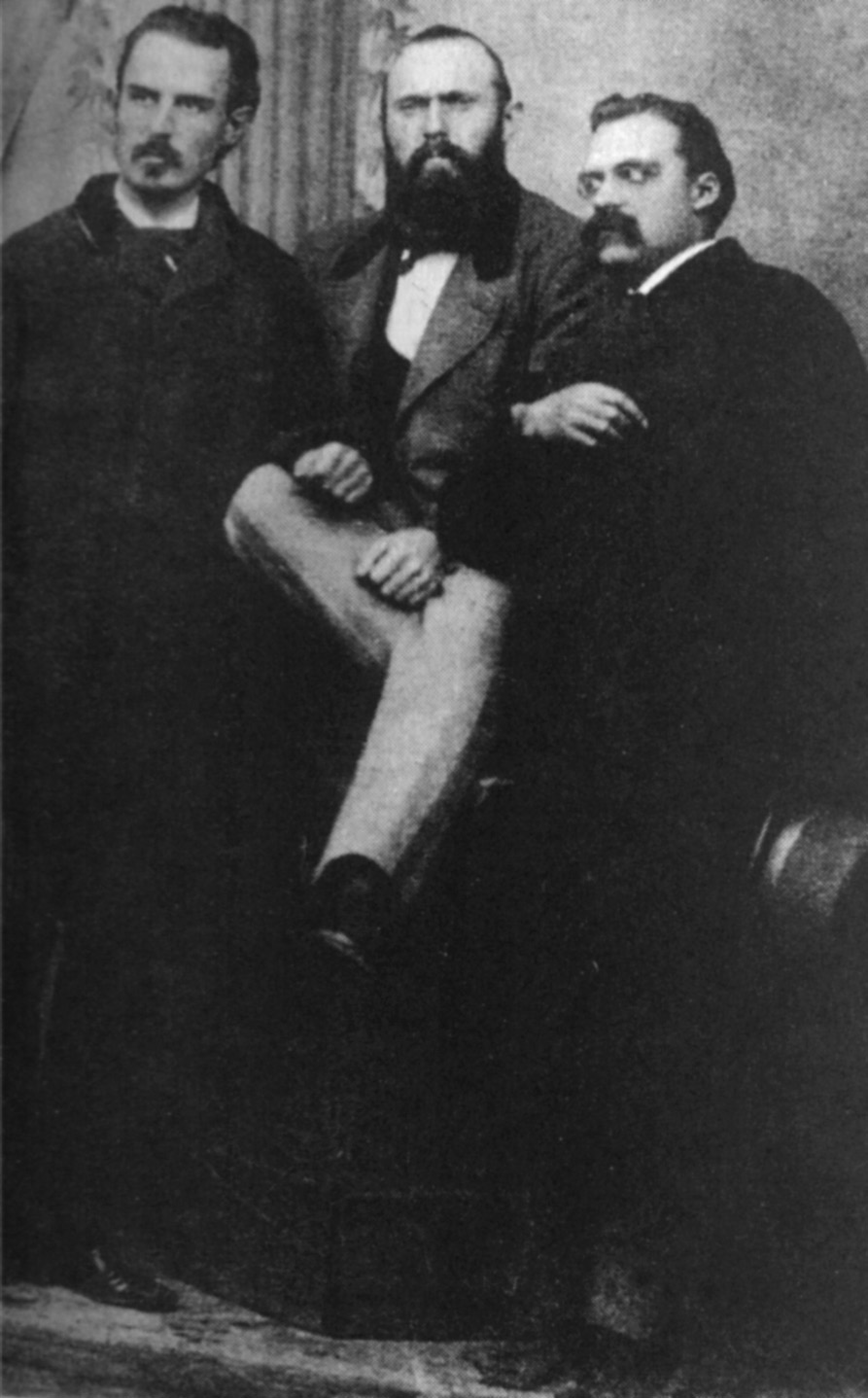
1871年、右からニーチェ、カール・フォン・ゲルスドルフ、エルヴィン・ローデ

1869年のニーチェは24歳で、博士号も教員資格も取得していなかったが、リッチュルの「長い教授生活の中で彼ほど優秀な人材は見たことがない」という強い推挙もあり、バーゼル大学から古典文献学の教授として招聘された。バーゼルへ赴任するにあたり、ニーチェはスイス国籍の取得を考え、プロイセン国籍を放棄する（実際にスイス国籍を取得してはいない。これ以後、ニーチェは終生無国籍者として生きることとなる）。
本人は哲学の担当を希望したが受け入れられず、古代ギリシアに関する古典文献学を専門とすることとなる。講義は就任講演「ホメロスと古典文献学」に始まるが、自分にも学生にも厳しい講義のスタイルは当時話題となった。研究者としては、古代の詩における基本単位は音節の長さだけであり、近代のようなアクセントに基づく基本単位とは異なるということを発見した。終生の友人となる神学教授フランツ・オーヴァーベックと出会ったほか、古代ギリシアやルネサンス時代の文化史を講じていたヤーコプ・ブルクハルトとの親交が始まり、その講義に出席するなどして深い影響を受けたのもバーゼル大学でのことである。
1872年、ニーチェは第1作『音楽の精神からのギリシア悲劇の誕生』（再版以降は『悲劇の誕生』と改題）を出版した。
しかしリッチュルや同僚をはじめとする文献学者の中には、厳密な古典文献学的手法を用いず哲学的な推論に頼ったこの本への賛意を表すものは一人とてなかった。特にウルリヒ・フォン・ヴィラモーヴィッツ＝メレンドルフは『未来の文献学』と題した（ワーグナーが自分の音楽を「未来の音楽」と称していたことにあてつけた題である）強烈な批判論文を発表し、まったくの主観性に彩られた『悲劇の誕生』は文献学という学問に対する裏切りであるとしてこの本を全否定した。好意をもってこの本を受け取ったのは、献辞を捧げられたワーグナーの他にはボン大学以来の友人ローデ（当時はキール大学教授）のみである。こうした悪評が響いたため同年冬学期のニーチェの講義からは古典文献学専攻の学生がすべて姿を消し、聴講者はわずかに2名（いずれも他学部）となってしまう。大学の学科内で完全に孤立したニーチェは哲学科への異動を希望するが認められなかった。

#### ワーグナーへの心酔と決別

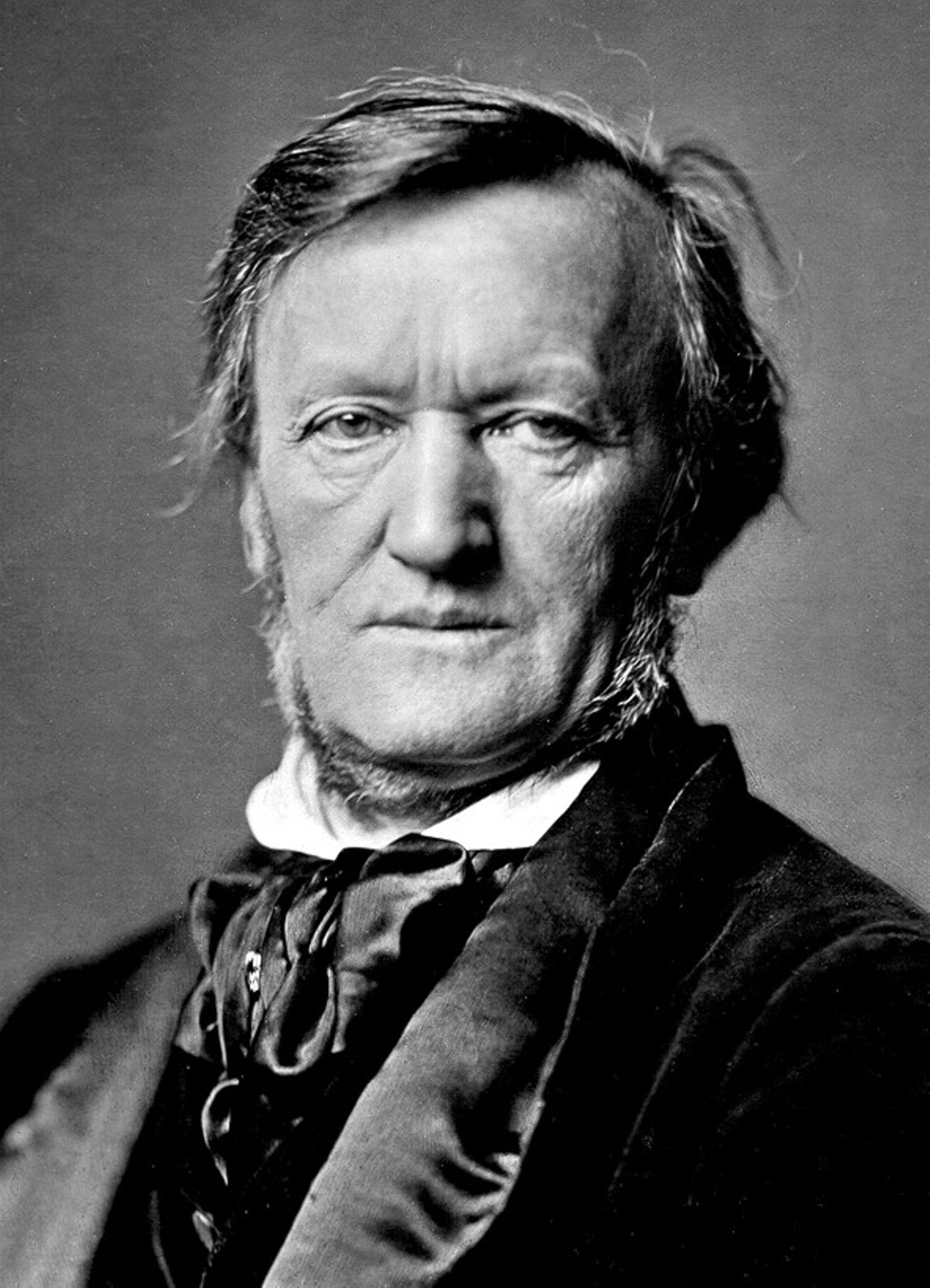
リヒャルト・ワーグナー

生涯を通じて音楽に強い関心をもっていたニーチェは学生時代から熱烈なリヒャルト・ワーグナーのファンであり、1868年にはすでにライプツィヒでワーグナーとの対面を果たしている。やがてワーグナー夫人であるコジマとも知遇を得て夫妻への賛美の念を深めたニーチェは、バーゼルへ移住してからというもの、同じくスイスのルツェルン市トリプシェンに住んでいたワーグナーの邸宅へ何度も足を運んだ（23回も通ったことが記録されている）。ワーグナーは31歳も年の離れたニーチェを親しい友人たちの集まりへ誘い入れ、バイロイト祝祭劇場の建設計画を語り聞かせてニーチェを感激させ、一方ニーチェは1870年のコジマの誕生日に『悲劇の誕生』の原型となった論文（The Genesis of the Tragic Idea）の手稿をプレゼントするなど、2人は年齢差を越えて親交を深めた。
近代ドイツの美学思想には、古代ギリシアを「宗教的共同体に基づき、美的かつ政治的に高度な達成をなした理想的世界」として構想するという、美術史家ヨハン・ヨアヒム・ヴィンケルマン以来の伝統があった。当時はまだそれほど影響力をもっていなかった音楽家であると同時に、ドイツ3月革命に参加した革命家でもあるワーグナーもまたこの系譜に属している。『芸術と革命』をはじめとする彼の論文では、この滅び去った古代ギリシアの文化（とりわけギリシア悲劇）を復興する芸術革命によってのみ人類は近代文明社会の頽落を超克して再び自由と美と高貴さを獲得しうる、とのロマン主義的思想が述べられている。そしてニーチェにとって（またワーグナー本人にとっても）、この革命を成し遂げる偉大な革命家こそワーグナーその人に他ならなかった。
ワーグナーに対するニーチェの心酔ぶりは、第1作『悲劇の誕生』（1872年）において古典文献学的手法をあえて踏み外しながらもワーグナーを（同業者から全否定されるまでに）きわめて好意的に取りあげ、ワーグナー自身を狂喜させるほどであったが、その後はワーグナー訪問も次第に形式的なものになっていった。
1876年、ついに落成したバイロイト祝祭劇場での第1回バイロイト音楽祭および主演目『ニーベルングの指環』初演を観に行くが、パトロンのバイエルン王ルートヴィヒ2世やドイツ皇帝ヴィルヘルム1世といった各国の国王や貴族に囲まれて得意の絶頂にあるワーグナーその人と自身とのあいだに著しい隔たりを感じたニーチェは、そこにいるのが市民社会の道徳や宗教といった既成概念を突き破り、芸術によって世界を救済せんとするかつての革命家ワーグナーでないこと、そこにあるのは古代ギリシア精神の高貴さではなくブルジョア社会の卑俗さにすぎないことなどを確信する。また肝心の『ニーベルングの指環』自体も出来が悪く（事実、新聞等で報じられた舞台評も散々なものであったためワーグナー自身ノイローゼに陥っている）、ニーチェは失望のあまり上演の途中で抜け出し、ついにワーグナーから離れていった。祝祭劇場から離れる際、ニーチェは妹のエリーザベトに対し、「これがバイロイトだったのだよ」と言った。
この一件と前後して書かれた『バイロイトにおけるワーグナー』ではまだ抑えられているが、ワーグナーへの懐疑や失望の念は深まってゆき、2人が顔を合わせるのはこの年が最後のこととなった。1878年、ニーチェはワーグナーから『パルジファル』の台本を贈られるが、ニーチェからみれば通俗的なおとぎ話にすぎない『聖杯伝説』を題材としたこの作品の構想を得意げに語るワーグナーへの反感はいよいよ募り、この年に書かれた『人間的な、あまりにも人間的な』でついに決別の意を明らかにし、公然とワーグナー批判を始めることとなる。ワーグナーからも反論を受けたこの書をもって両者は決別し、再会することはなかった。
しかし晩年、ニーチェは、ワーグナーとの話を好んでし、最後に必ず「私はワーグナーを愛していた」と付け加えていたという。また同じく発狂後、コジマに宛てて「アリアドネ、余は御身を愛す、ディオニュソス」と謎めいた愛の手紙を送っていることから、コジマへの横恋慕がワーグナーとの決裂に関係していたと見る向きもある。一方のコジマは、ニーチェを夫ワーグナーを侮辱した男と見ており、マイゼンブーグ充ての書簡では「あれほど惨めな男は見たことがありません。初めて会った時から、ニーチェは病に苦しむ病人でした」と書いている。

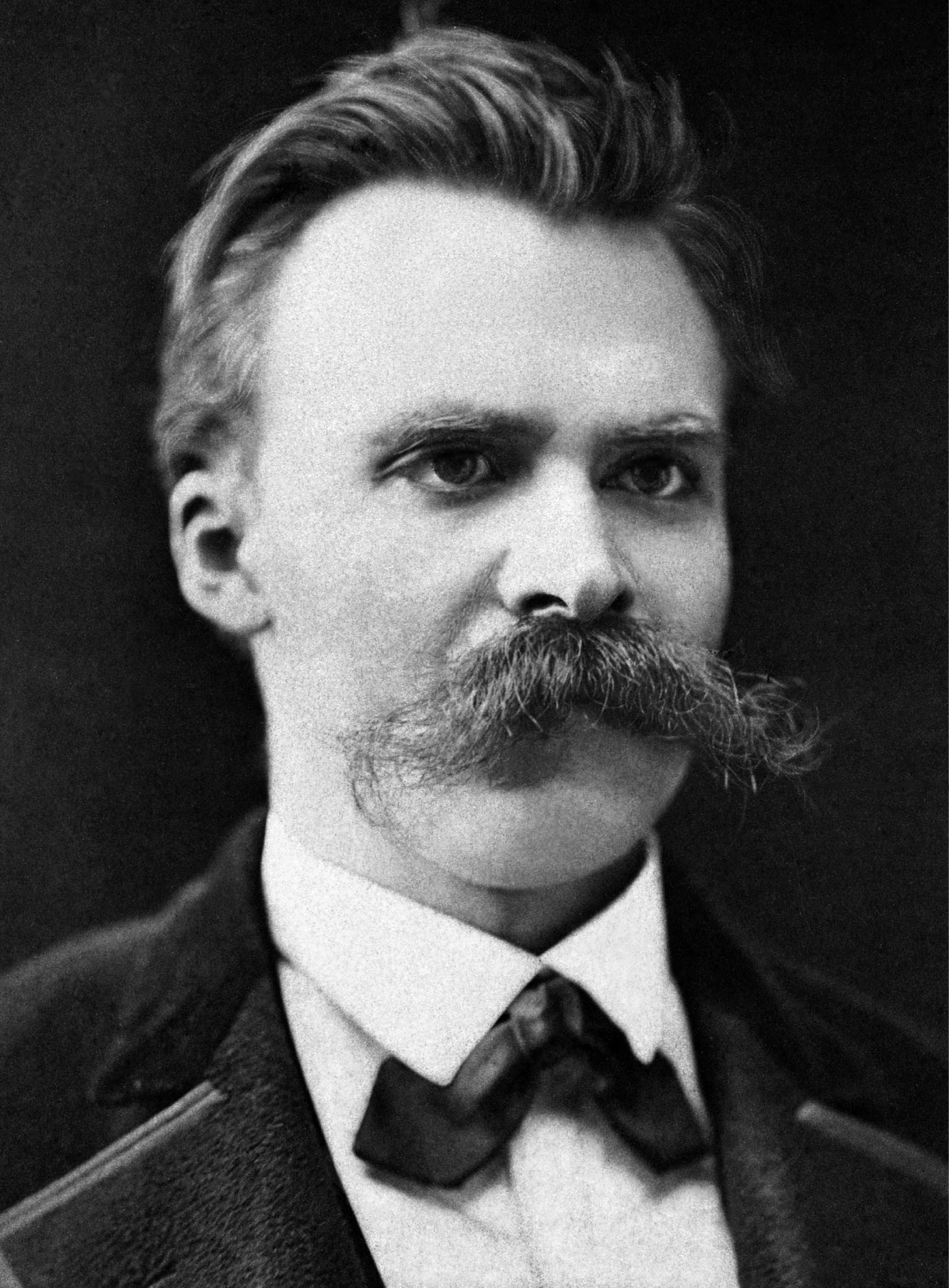
1875年、バーゼル大学教授時代のニーチェ

1873年から1876年にかけて、ニーチェは4本の長い評論を発表した。『ダーヴィト・シュトラウス、告白者と著述家』（1873年）、『生に対する歴史の利害』（1874年）、『教育者としてのショーペンハウアー』（1874年）、『バイロイトにおけるワーグナー』（1876年）である。これらの4本（のちに『反時代的考察』（1876年）の標題のもとに一冊にまとめられる）はいずれも発展途上にあるドイツ文化に挑みかかる文明批評であり、その志向性はショーペンハウエルとワーグナーの思想を下敷きにしている。死後に『ギリシア人の悲劇時代における哲学』として刊行される草稿をまとめはじめたのも1873年以降のことである。
またこの間にワーグナー宅での集まりにおいてマルヴィーダ・フォン・マイゼンブークという女性解放運動に携わるリベラルな女性（ニーチェやレーにルー・ザロメ（後述）を紹介したのも彼女である）やコジマ・ワーグナーの前夫である音楽家ハンス・フォン・ビューロー、またパウル・レーらとの交友を深めている。特に1876年の冬にはマイゼンブークやレーともにイタリアのソレントにあるマイゼンブークの別荘まで旅行に行き、哲学的な議論を交わしたりなどしている（ここでの議論をもとに書かれたレーの著書『道徳的感覚の起源』をニーチェは高く評価していた。またソレント滞在中には偶然近くのホテルに宿泊していたワーグナーと邂逅しており、これが2
人があいまみえた最後の機会となる）。レーとの交友やその思想への共感は、初期の著作に見られたショーペンハウエルに由来するペシミズムからの脱却に大きな影響を与えている。

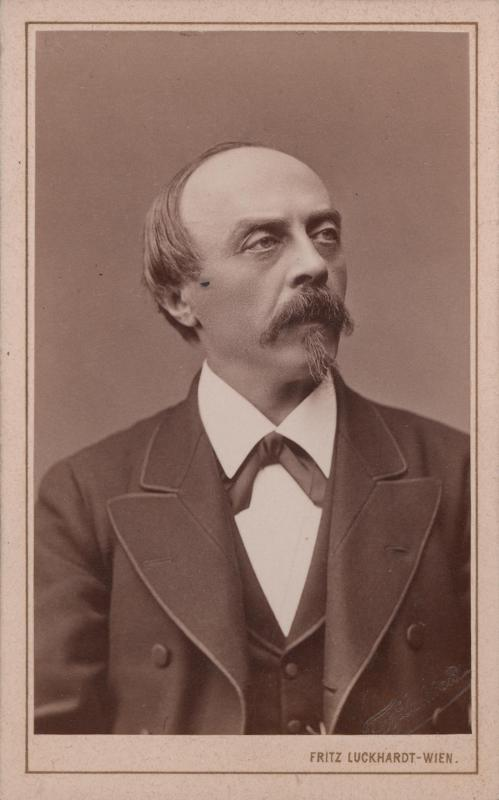
ハンス・フォン・ビューロー

1878年、『人間的な、あまりにも人間的な』出版。形而上学から道徳まで、あるいは宗教から性までの多彩な主題を含むこのアフォリズム集において、ついにワーグナーおよびショーペンハウエルからの離反の意を明らかにしたため、この書はニーチェの思想における初期から中期への分岐点とみなされる。また、初期ニーチェのよき理解者であったドイッセンやローデとの交友もこのころから途絶えがちになっている。
翌1879年、激しい頭痛を伴う病によって体調を崩す。ニーチェは極度の近眼で発作的に何も見えなくなったり、偏頭痛や激しい胃痛に苦しめられるなど、子供のころからさまざまな健康上の問題を抱えており、その上1868年の落馬事故や1870年に患ったジフテリアなどの悪影響もこれに加わっていたのである。バーゼル大学での勤務中もこれらの症状は治まることがなく、仕事に支障をきたすまでになったため、10年目にして大学を辞職せざるをえず、以後は執筆活動に専念することとなった。ニーチェの哲学的著作の多くは、教壇を降りたのちに書かれたものである。

### 在野の思想家として
ニーチェは、病気の療養のために気候のよい土地を求めて、1889年までさまざまな都市を旅しながら、在野の哲学者として生活した。夏はスイスのグラウビュンデン州サンモリッツ近郊の村シルス・マリアで、冬はイタリアのジェノヴァ、ラパッロ、トリノ、あるいはフランスのニースといった都市で過ごした。
時折、ナウムブルクの家族のもとへも顔を出したが、エリーザベトとの間で衝突を繰り返すことが多かった。ニーチェは、バーゼル大学からの年金で生活していたが、友人から財政支援を受けることがあった。かつての生徒である音楽家ペーター・ガスト（本名はHeinrich Köselitzで、ペーター・ガストというペンネームは、ニーチェが与えたものである）が、ニーチェの秘書として勤めるようになっていた。ガストとオーヴァーベックは、ニーチェの生涯を通じて、誠実な友人であり続けた。
また、マルヴィーダ・フォン・マイゼンブークも、ニーチェがワーグナーのサークルを抜け出た後もニーチェに対して、母性的なパトロンでありつづけた。その他にも、音楽評論家のカール・フックス（Carl Fuchs）とも連絡を取り合うようになり、それなりの交友関係がまだニーチェには残されていた。そして、このころからニーチェの最も生産的な時期がはじまる。
1878年に『人間的な、あまりにも人間的な』を刊行した。そして、それを皮切りにして、ニーチェは1888年まで毎年1冊の著作（ないしその主要部分）を出版することになる。特に、執筆生活最後となる1888年には、5冊もの著作を書き上げるという多産ぶりであった。1879年には、『人間的な、あまりにも人間的な』と同様のアフォリズム形式による『さまざまな意見と箴言』（独: Vermischte Meinungen und Sprüche、英: Mixed Opinions and Maxims）を、翌1880年には『漂泊者とその影』（独: Der Wanderer und sein Schatten、英: The Wanderer and His Shadow）を出版した。これらは、いずれも『人間的な、あまりにも人間的な』の第2部として組み込まれるようになった。

#### ルー・ザロメとの交友

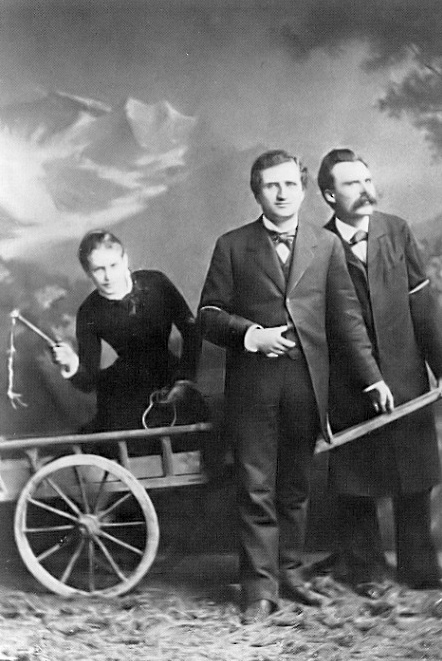
左からルー・ザロメ、パウル・レー、ニーチェ。1882年ルツェルンにて

ニーチェは1881年に『曙光：道徳的先入観についての感想』を、翌1882年には『悦ばしき知識』の第1部を発表した。『力への意志』として知られる著作の構想が芽生えたのもこの時期と言われる（草稿類の残っているのは1884年頃から）。またこの年の春、マルヴィーダ・フォン・マイゼンブークとパウル・レーを通じてルー・ザロメと知り合った。
ニーチェは（しばしば付き添いとしてエリーザベトを伴いながら）5月にはスイスのルツェルンで、夏にはテューリンゲン州のタウテンブルクでザロメやレーとともに夏を過ごした。ルツェルンではレーとニーチェが馬車を牽き、ザロメが鞭を振り回すという悪趣味な写真をニーチェの発案で撮影している。ニーチェにとってザロメは対等なパートナーというよりは、自分の思想を語り聞かせ、理解しあえるかもしれない聡明な生徒であった。彼はザロメと恋に落ち、共通の友人であるレーをさしおいてザロメの後を追い回した。そしてついにはザロメに求婚するが、返ってきた返事はつれないものだった。
レーも同じころザロメに結婚を申し入れて同様に振られている。その後も続いたニーチェとレーとザロメの三角関係は1882年から翌年にかけての冬をもって破綻するが、これにはザロメに嫉妬してニーチェ・レー・ザロメの三角関係を不道徳なものとみなしたエリーザベトが、ニーチェとザロメの仲を引き裂くために密かに企てた策略も一役買っている。後年、自分に都合のよい虚偽に満ちたニーチェの伝記を執筆するエリーザベトは、この件に関しても兄の書簡を破棄あるいは偽造したりザロメのことを中傷したりなどして、均衡していた三角関係をかき乱したのである。結果として、ザロメとレーの2人はニーチェを置いてベルリンへ去り、同棲生活を始めることとなった。
失恋による傷心、病気による発作の再発、ザロメをめぐって母や妹と不和になったための孤独、自殺願望にとりつかれた苦悩などの一切から解放されるため、ニーチェはイタリアのラパッロへ逃れ、そこでわずか10日間のうちに『ツァラトゥストラはかく語りき』の第1部を書き上げる。
ショーペンハウアーとの哲学的つながりもリヒャルト・ワーグナーとの社会的つながりも断ち切ったあとでは、ニーチェにはごくわずかな友人しか残っていなかった。ニーチェはこの事態を甘受し、みずからの孤高の立場を堅持した。一時は詩人になろうかとも考えたがすぐにあきらめ、自分の著作がまったくといってよいほど売れないという悩みに煩わされることとなった。1885年には『ツァラトゥストラ』の第4部を上梓するが、これはわずか40部を印刷して、その内7冊を親しい友人へ献本する だけにとどめた。
1886年にニーチェは『善悪の彼岸』を自費出版した。この本と、1886年から1887年にかけて再刊したそれまでの著作（『悲劇の誕生』『人間的な、あまりにも人間的な』『曙光』『悦ばしき知識』）の第2版が出揃ったのを見て、ニーチェはまもなく読者層が伸びてくるだろうと期待した。事実、ニーチェの思想に対する関心はこのころから（本人には気づかれないほど遅々としたものではあったが）高まりはじめていた。
メータ・フォン・ザーリスやカール・シュピッテラー、ゴットフリート・ケラーと知り合ったのはこのころである。
1886年、妹のエリーザベトが反ユダヤ主義者のベルンハルト・フェルスターと結婚し、パラグアイに「ドイツ的」コロニーを設立するのだという（ニーチェにとっては噴飯物の）計画を立てて旅立った。書簡の往来を通じて兄妹の関係は対立と和解のあいだを揺れ動いたが、ニーチェの精神が崩壊するまで2人が顔を合わせることはなかった。
病気の発作が激しさと頻度を増したため、ニーチェは長い時間をかけて仕事をすることが不可能になったが、1887年には『道徳の系譜』を一息に書き上げた。同じ年、ニーチェはドストエフスキーの著作（『悪霊』『死の家の記録』など）を読み、その思想に共鳴している。
また、イポリット・テーヌやゲーオア・ブランデスとも文通を始めている。ブランデスはニーチェとキェルケゴールを最も早くから評価していた人物の一人であり、1870年代からコペンハーゲン大学でキェルケゴール哲学を講義していたが、1888年には同大学でニーチェに関するものとしては最も早い講義を行い、ニーチェの名を世に知らしめるのに一役買った批評家である。
ブランデスはニーチェにキェルケゴールを読んでみてはどうかとの手紙を書き送り、ニーチェは薦めにしたがってみようと返事をしている。
ニーチェは1888年に5冊の著作を書き上げた（#著作参照）。健康状態も改善の兆しを見せ、夏は快適に過ごすことができた。この年の秋ごろから、彼は著作や書簡においてみずからの地位と「運命」に重きを置くようになり、自分の著書（なかんずく『ワーグナーの場合』）に対する世評について増加の一途をたどっていると過大評価するようにまでなった。
ニーチェは、44歳の誕生日に、自伝『この人を見よ』の執筆を開始した。『偶像の黄昏』と『アンチクリスト』を脱稿して間もない頃であった。序文には「私の言葉を聞きたまえ！私はここに書かれているがごとき人間なのだから。そして何より、私を他の誰かと間違えてはならない」と、各章題には「なぜ私はかくも素晴らしい本を書くのか」「なぜ私は一つの運命であるのか」とまで書き記す。12月、ニーチェはストリンドベリとの文通を始める。また、このころのニーチェは国際的な評価を求め、過去の著作の版権を出版社から買い戻して外国語訳させようとも考えた。さらに『ニーチェ対ワーグナー』と『ディオニュソス賛歌』の合本を出版しようとの計画も立てた。また『力への意志』も精力的に加筆や推敲を重ねたが、結局これを完成させられないままニーチェの執筆歴は突如として終わりを告げる。

### 狂気と死

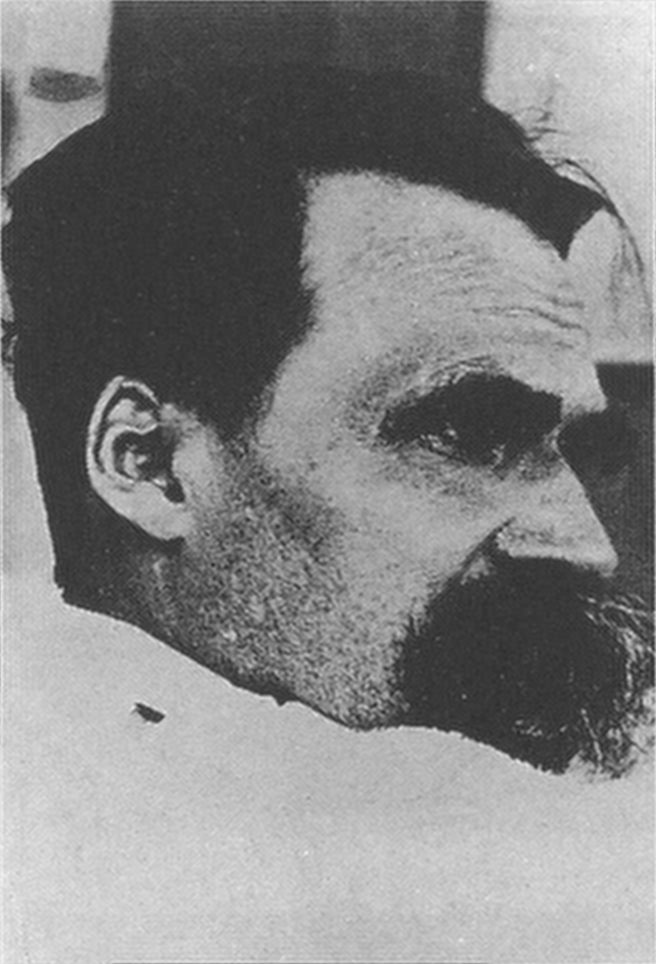
晩年のニーチェ。ハンス・オルデ撮影、1899年

1889年1月3日、ニーチェはトリノ市の往来で騒動を引き起し、2人の警察官の厄介になった。
数日後、ニーチェはコジマ・ワーグナーやヤーコプ・ブルクハルトほか何人かの友人に以下のような手紙を送っている。ブルクハルト宛の手紙では
| 「 | 「私はカイアファを拘束させてしまいました。昨年には私自身もドイツの医師たちによって延々と磔にされました。ヴィルヘルムとビスマルク、全ての反ユダヤ主義者は罷免されよ！」 | 」 |

と書き、またコジマ・ワーグナー宛の手紙では、
| 「 | 「愛しのアリアドネ姫へ。／私が人間であるというのは偏見です。しかし私はすでにしばしば人間の下で生きて、人間の体験できる最低のものから最高のものまで、すべてを知っています。私はインド人の下では仏陀であったし、ギリシアではディオニュソスでした、――アレクサンダーとシーザーは私の化身であり、同じものではシェイクスピアの作者ベーコン卿に。しまいには私はさらにヴォルテールとナポレオンでしたし、もしかしたらワーグナーでも……しかし今度は勝利に輝くディオニュソスとしてやってきて、地を祝祭日となすでしょう……私に多くの時間は無い……天は私がここいることを歓喜します……私は十字架にもかけられてしまった……」 | 」 |

というものであった。
1月6日、ブルクハルトはニーチェから届いた手紙をオーヴァーベックに見せたが、翌日にはオーヴァーベックのもとにも同様の手紙が届いた。友人の手でニーチェをバーゼルへ連れ戻す必要があると確信したオーヴァーベックはトリノへ駆けつけ、ニーチェをバーゼルの精神病院へ入院させた。ニーチェの母フランツィスカはイェーナの病院で精神科医オットー・ビンスワンガー）に診てもらうことに決めた。
1889年11月から1890年2月まで、医者のやり方では治療効果がないと主張したユリウス・ラングベーンが治療に当たった。彼はニーチェの扱いについて大きな影響力をもったが、やがてその秘密主義によって信頼を失った。フランツィスカは1890年3月にニーチェを退院させて5月にはナウムブルクの実家に彼を連れ戻した。

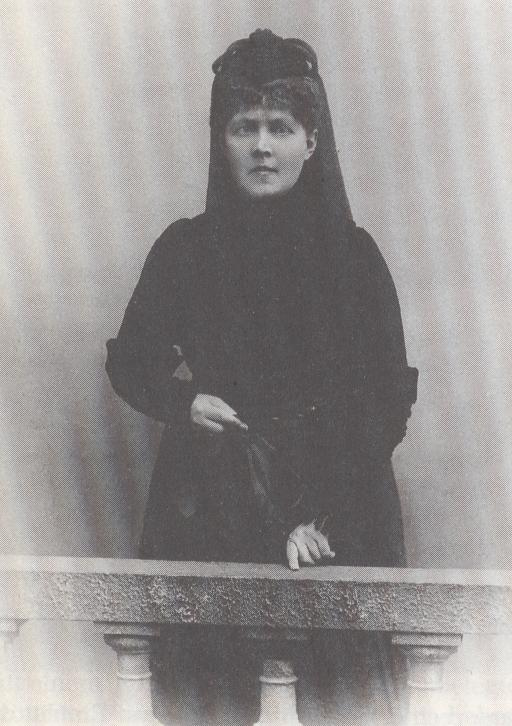
エリーザベト・フェルスター＝ニーチェ、1894年

この間にオーヴァーベックとガストはニーチェの未発表作品の扱いについて相談しあった。1889年1月にはすでに印刷・製本されていた『偶像の黄昏』を刊行、2月には『ニーチェ対ワーグナー』の私家版50部を注文する（ただし版元の社長C・G・ナウマンはひそかに100部印刷していた）。またオーヴァーベックとガストはその過激な内容のために『アンチクリスト』と『この人を見よ』の出版を見合わせた。

### エリーザベトと『力への意志』
1893年、エリーザベトが帰国した。夫がパラグアイで「ドイツ的」コロニー経営に失敗し自殺したためであった。彼女は兄の著作を読み、かつ研究して徐々に原稿そのものや出版に関して支配力を揮うようになった。その結果オーヴァーベックは追い払われ、ガストはエリーザベトに従うことを選んだ。
1897年に母フランツィスカが亡くなったのち、兄妹はヴァイマールへ移り住み、エリーザベトは兄の面倒をみながら、訪ねてくる人々（その中にはルドルフ・シュタイナーもいた）に、もはや意思の疎通ができない兄と面会する許可を与えていた。
1900年8月25日、ニーチェは肺炎を患って55歳で亡くなった。エリーザベトの希望で、遺体は故郷レッケンの教会で父の隣に埋葬された。ニーチェは「私の葬儀には数少ない友人以外呼ばないで欲しい」との遺言を残していたが、エリーザベトは兄の友人に参列を許さず、葬儀は皮肉にも軍関係者および知識人層により壮大に行なわれた。ガストは弔辞でこう述べている。
| 「 | ―「未来のすべての世代にとって、あなたの名前が神聖なものであらんことを！」 | 」 |

エリーザベトは兄の死後、遺稿を編纂して『力への意志』を刊行した。エリーザベトの恣意的な編集はのちに「ニーチェの思想はナチズムに通じるものだ」との誤解を生む原因となった（#思想参照）。決定版全集ともいわれる『グロイター版ニーチェ全集』の編集者マッツィーノ・モンティナーリは「贋作」と言っている。

## 思想
ニーチェはソクラテス以前の哲学者も含むギリシア哲学やアルトゥル・ショーペンハウアーなどから強く影響を受け、その幅広い読書に支えられた鋭い批評眼で西洋文明を革新的に解釈した。実存主義の先駆者、または生の哲学の哲学者とされる。先行の哲学者マックス・シュティルナーとの間に思想的類似点（ニーチェによる「超人」とシュティルナーによる「唯一者」との思想的類似点等々）を見出され、シュティルナーからの影響がしばしば指摘されるが、ニーチェによる明確な言及はない。そのことはフリードリヒ・ニーチェとマックス・シュティルナーとの関係性の記事に詳しい。
ニーチェは、神、真理、理性、価値、権力、自我などの既存の概念を逆説とも思える強靭な論理で解釈しなおし、悲劇的認識、デカダンス、ニヒリズム、ルサンチマン、超人、永劫回帰、力への意志などの独自の概念によって新たな思想を生みだした。

### 解釈の多様性
ニーチェは、唯一の真実なるものはなく、解釈があるのみだと考えた。ニーチェにとって、解釈とは、価値、意味を創り出す行為である。そして、解釈は多様である。世界はどのようにも解釈される可能性があり、世界は無数の意味を持つ。
ニーチェがこのように考える背景には、従来的な認識・真理に対する懐疑があった。

### 永劫回帰
ニーチェは、キリスト教が目標とするような彼岸的な世界を否定し、ただこの世界のみを考え、そしてこの世界を生成の世界と捉えた。永劫回帰（永遠回帰）とは、この世界は、全てのものにおいて、まったく同じことが永遠にくり返されるとする考え方である。
これは、生存することの不快や苦悩を来世の解決に委ねてしまうキリスト教的世界観の悪癖を否定し、無限に繰り返し、意味のない、どのような人生であっても無限に繰り返し生き抜くという超人思想につながる概念である。
彼は、ソクラテス以前のギリシャに終生憧れ、『ツァラトゥストラ』などの著作の中で「神は死んだ」と宣言し、西洋文明が始まって以来、特にソクラテス以降の哲学・道徳・科学を背後で支え続けた思想の死を告げた。

### 超人
それまで世界や理性を探求するだけであった哲学を改革し、現にここで生きている人間それ自身の探求に切り替えた。自己との社会・世界・超越者との関係について考察し、人間は理性的生物でなく、キリスト教的弱者にあっては恨みという負の感情（ルサンチマン）によって突き動かされていること、そのルサンチマンこそが苦悩の原因であり、それを超越した人間が強者であるとした。ニーチェ思想において力の貴族主義思想を廃することはできない。さらには絶対的原理を廃し、次々と生まれ出る真理の中で、それに戯れ遊ぶ人間を超人とした。
すなわちニーチェは、クリスチャニズム、ルサンチマンに満たされた人間の持つ価値、及び長らく西洋思想を支配してきた形而上学的価値といったものは、現にここにある生から人間を遠ざけるものであるとする。そして人間は、合理的な基礎を持つ普遍的な価値を手に入れることができない、流転する価値、生存の前提となる価値を、承認し続けなければならない悲劇的な存在（喜劇的な存在でもある）であるとするのである。だが一方で、そういった悲劇的認識に達することは、既存の価値から離れ自由なる精神を獲得したことであるとする。その流転する世界の中、流転する真理を直視することは全て「力への意志」と言い換えられる。いわばニーチェの思想は、自身の中に（その瞬間では全世界の中に）自身の生存の前提となる価値を持ち、その世界の意志によるすべての結果を受け入れ続けることによって、現にここにある生を肯定し続けていくことを目指したものであり、そういった生の理想的なあり方として提示されたものが「超人」であると言える。

### 古代インド思想
ニーチェは『ヴェーダ』『ウパニシャッド』『マヌ法典』『スッタニパータ』などの古代インド思想に傾倒、ゴータマ・シッダールタを尊敬していた。度々、忌み嫌う西洋キリスト教文明と対比する形で仏教等の古代インド思想を礼賛し、「ヨーロッパはまだ仏教を受け入れるまでに成熟していない」と語っている。
書簡や著作等をみることによって、ニーチェが、いかにして古代インド思想や仏教について知るようになったかが分かる。

### フェミニズム批判
女性の解放(フェミニズム・フェミニスト)を「女性たちの男性化に過ぎない」と批判しており、ニーチェ研究でしられる適菜収もニーチェの「生成の無垢」や「この人を見よ」でのフェミニズム批判、そしてニーチェの女性礼賛を取り上げている。

## ナチズムへの利用
ニーチェの思想は妹のエリーザベトがニーチェのメモをナチスに売り渡した事でナチスのイデオロギーに利用されたが、そもそもニーチェは、反ユダヤ主義に対しては強い嫌悪感を示しており、妹のエリーザベトが反ユダヤ主義者として知られていたベルンハルト・フェルスターと結婚したのち、1887年には次のような手紙を書いている。
| 「 | お前はなんという途方もない愚行を犯したのか――おまえ自身に対しても、私に対してもだ！ お前とあの反ユダヤ主義者グループのリーダーとの交際は、私を怒りと憂鬱に沈み込ませて止まない、私の生き方とは一切相容れない異質なものだ。……反ユダヤ主義に関して完全に潔白かつ明晰であるということ、つまりそれに反対であるということは私の名誉に関わる問題であるし、著書の中でもそうであるつもりだ。『letters and Anti-Semitic Correspondence Sheets』は最近の私の悩みの種だが、私の名前を利用したいだけのこの党に対する嫌悪感だけは可能な限り決然と示しておきたい。 | 」 |

また、1889年1月6日ヤーコプ・ブルクハルト宛ての最後の書簡は、「ヴィルヘルムとビスマルク、全ての反ユダヤ主義者は罷免されよ！」と記している。主著『善悪の彼岸』の「民族と祖国」ではドイツ的なるものを揶揄して、「善悪を超越した無限性」を持つユダヤ人にヨーロッパは感謝せねばならず、「全ての疑いを超えてユダヤ人こそがヨーロッパで最強で、最も強靭、最も純粋な民族である」などと絶賛し、さらには「反ユダヤ主義にも効能はある。民族主義国家の熱に浮かされることの愚劣さをユダヤ人に知らしめ、彼らをさらなる高みへと駆り立てられることだ」とまで書いている。にもかかわらずナチスに悪用されたことには、ナチスへ取り入ろうとした妹エリーザベトが、自分に都合のよい兄の虚像を広めるために非事実に基づいた伝記の執筆や書簡の偽造をしたり、遺稿『力への意志』が（ニーチェが標題に用いた「力」とは違う意味で）政治権力志向を肯定する著書であるかのような改竄をおこなって刊行したことなどが大きく影響している。
しかしながら、ルカーチ・ジェルジや戦後に刊行のトーマス・マンの、ニーチェをモデルにした小説『ファウストゥス博士』において、ニーチェをナチズムと結びつけて捉えるべきかのように示唆する観点をもつ研究者や作家も存在する。
とくにそれは優生学に基づいた政策を人間に当てはめることを肯定する態度に表れている。
これもまた人間愛の戒律の一つ。――子供を産むのが犯罪となるかもしれない場合がある。最強度の慢性疾患や神経衰弱症の場合である。どうしたらいいのか? (中略) 結局は、ここで果たすべき義務は社会にある。これほど社会に対する切実で、根本的な要求はあまりない。社会は、生命の偉大な委任統治者として、あらゆる失敗した生命の責任を、生命自体に対して負うべきなのだ。――またその償いをしなければならない。したがって、社会はそうしたものを阻止しなければならない。社会は多数の場合に生殖行為を予防しなければならない。さらにまた、素姓、階級、知能を顧慮することなく、きわめて手きびしい強制処置、自由剥奪、場合によっては去勢手段にも訴える用意が要る。(中略) 生命そのものは、一有機体の健全な部分と退化変質した部分との間にいかなる連帯性も、いかなる「平等な権利」も認めない。変質した部分は切除されなければならない。—Mp ⅩⅥ4d. Mp ⅩⅦ7. WⅡ7b. ZⅡ1b. WⅡ6c.フリードリッヒ・ニーチェ 著、氷上英廣 訳『ニーチェ全集 第12巻 (第II期) 遺された断想 (1888年5月-1889年初頭)』白水社、1985年8月30日、125-126頁。
(前略) すべての生の廃棄物やごみ屑に対して憐れみを持たぬこと、上昇する生に対するたんなる妨害物であり、毒物であり、陰謀であり、潜伏的な敵対者であるものの打倒を求める—フリードリッヒ・ニーチェ、Mp ⅩⅥ4d. Mp ⅩⅦ7. WⅡ7b. ZⅡ1b. WⅡ6c.フリードリッヒ・ニーチェ 著、氷上英廣 訳『ニーチェ全集 第12巻 (第II期) 遺された断想 (1888年5月-1889年初頭)』1985年8月30日、140頁。
ナチスはユダヤ人虐殺以前に、障害者を強制「断種」して、 その後、精神病院にガス室をつくって障害者を多数「安楽死」させていた。T4作戦も参照。上記のニーチェの思想はナチスの行為を正当化するものとの誤解を与えかねないものであった。

## それ以後の哲学・思想への影響
ニーチェの哲学がそれ以後の文学・哲学に与えた影響は多大なものがあり、影響を受けた人物をあげるだけでも相当な数になるが、彼から特に影響を受けた哲学者、思想家としてはハイデガー、ユンガー、バタイユ、フーコー、ドゥルーズ、デリダらがいる。1968年のフランス五月革命の民主化運動も、思想背景はニーチェだった。

## 個々の著作の概要

### 『悲劇の誕生』
当初の表題は『音楽の精神からの悲劇の誕生』（1886年の新版以降は『悲劇の誕生、あるいはギリシア精神とペシミズム』に改題）がある。これは、哲学書ではなく西洋古典学での文献学書である。
ニーチェにしてみれば、明朗快活な古代ギリシア時代という当時の常識を覆し、アポロン的―ディオニュソス的という斬新な概念を導入して、当時の世界観を説いた野心作であった。しかし、このような独断的な内容は、厳密に古典文献を精読するという当時の古典文献学の手法からすれば、暴挙に近いものだった。そのため、周囲からは学問的厳密さを欠く著作として受け取られ、ヴァーグナーや友人のローデを除いて、学界からは完全に黙殺された。
また、師匠のリッチュルも、単にヴァーグナーの音楽を賛美するために古典文献学を利用したと思い、「才気を失った酔っ払い」の書と酷評したため、リッチュルとの関係が悪化した。この書の評判が響いて、発表した1872年の冬学期のニーチェの講義を聞くものは、わずかに2名であった（古典文献学専攻の学生は皆無）。満を持してこの本を出版したニーチェは、大きなショックを受けた。
同時代の古典文献学者の中でほぼ唯一、ニーチェの考えを積極的に受容したのがイギリスのケンブリッジ儀礼学派の祖ジェーン・エレン・ハリソンであった。ハリソンは1903年の著書『Prolegomena to the Study of Greek Religion』において、ディオニュソス信仰とオルフェウス教の密儀によって古代ギリシア人のオリンポスの神々への信仰が「宗教」と呼べるものに転換していったと主張した。
そして、ニーチェは、自身の著作が受け容れられないのは、現代のキリスト教的価値観に囚われたままで古典を読解するという当時の古典文献学の方法にあると考え、やがて激しい古典文献学批判を行なう。そして、『悲劇の誕生』で説いたような、悲劇の精神から遊離し、生というものを見ず、俗物的日常性に埋没し、単に教養することに自己満足して、その教養を自身の生にまったく活用しようとしない、当時のドイツに蔓延していた風潮を、「教養俗物」（Bildungsphilister）と名づけ、それに対する辛辣な批判を後の『反時代的考察』で展開していくことになる。

### 『反時代的考察』
これは、ヨーロッパ、特にドイツの文化の現状に関して、1873年から1876年にかけて執筆された4編（当初は13編のものとして構想された）からなる評論集である。
1. 「ダーヴィト・シュトラウス、告白者と著述家」（1873年）：これは、当時のドイツ思想を代表していたダーフィト・シュトラウスの『古き信仰と新しき信仰: 告白』（1871年）への論駁である。ニーチェは、科学的に、すなわち歴史の進歩に基づく決然とした普遍的技法によって、シュトラウスの言う「新しい信仰」なるものが文化の頽廃にしか寄与しない低俗な概念に過ぎないことを喝破したばかりか、シュトラウス本人をも俗物と呼んで攻撃した。
2. 「生に対する歴史の利害」（1874年）：ここでは、単なる歴史に関する知識の蓄積をもってことが足りるとする従来の考え方を退け、「生」を主要な概念として、新たな歴史の読み方を提示し、さらにはそれが社会の健全さを高めもするであろうことを説明する。
3. 「教育者としてのショーペンハウアー」（1874年）：アルトゥル・ショーペンハウアーの天才的な哲学がドイツ文化の復興をもたらすであろうことが述べられる。ニーチェは、ショーペンハウアーの個人主義や誠実さ、不動の意志だけでなく、ペシミズムによって、この有名な哲学者の陽気さに注目している。
4. 「バイロイトにおけるリヒャルト・ワーグナー」（1876年）：この論文では、リヒャルト・ワーグナーの心理学を探求している。当時のニーチェの心の中では、ワーグナーへの心酔と疑念が入り混じっていたため、対象となっている人物との親密さのわりには、追従めいたところがない。そのため、ニーチェはしばらく出版をためらっていたが、結局はワーグナーに対して批判的な文言の控えめな状態の原稿を出版した。にもかかわらず、この評論はやがて訪れる二人の決裂の兆しを見せている。

### 『人間的な、あまりにも人間的な』
1878年に初版を刊行、1886年の第2版からは『さまざまな意見と箴言』（1879年）と『漂泊者とその影』（1880年）をそれぞれ第2巻第1部および第2部として増補、題名も『人間的な、あまりに人間的な ―― 自由精神のための書』と改めた。本書はニーチェの中期を代表する著作であり、ドイツ・ロマン主義およびワーグナーとの決別や明瞭な実証主義的傾向が見て取られる。
また、本書の形式にも注目する必要がある。体系的な哲学の構築を避け、短いものは1行、長いものでも1、2ページからなるアフォリズム数百篇によって構成するという中期以降のスタイルは、本書をもって嚆矢とする。この本では、ニーチェの思想の根本要素が垣間見られるとはいえ、何かを解釈するというよりは、真偽の定かでない前提の暴露を盛り合わせたものである。ニーチェは、「パースペクティヴィズム」と「力への意志」という概念を用いている。

### 『曙光』
『曙光』（1881年）において、ニーチェは、動因としての快楽主義の役割を斥けて「力の感覚」を強調する。また、道徳と文化の双方における相対主義とキリスト教批判が完成の域に達した。この明晰で穏やかで個人的な文体のアフォリズム集の中で、ニーチェが求めているのは、自分の見解に対する読者の理解よりも、自らが特殊な体験を得ることであるようにも見られる。この本でもまた、後年の思想の萌芽が散見される。

### 『悦ばしき知識』
『悦ばしき知識』（1882年）は、ニーチェの中期の著作の中では最も大部かつ包括的なものであり、引き続きアフォリズム形式をとりながら、他の諸作よりも多くの思索を含んでいる。中心となるテーマは、「悦ばしい生の肯定」と「生から美的な歓喜を引き出す気楽な学識への没頭」である（タイトルはトルバドゥールの作詩法を表すプロヴァンス語からつけられたもの）。
たとえば、ニーチェは、有名な永劫回帰説を本書で提示する。これは、世界とその中で生きる人間の生は一回限りのものではなく、いま生きているのと同じ生、いま過ぎて行くのと同じ瞬間が未来永劫繰り返されるという世界観である。これは、来世での報酬のために現世での幸福を犠牲にすることを強いるキリスト教的世界観と真っ向から対立するものである。
永劫回帰説もさることながら、『悦ばしき知識』を最も有名にしたのは、伝統的宗教からの自然主義的・美学的離別を決定づける「神は死んだ」という主張である。
NHK連続テレビ小説（朝ドラ）「ちむどんどん」において、この書に含まれた箴言の一つが、ヒロインが修行するレストランの名前の由来とされている。

### 『ツァラトゥストラはかく語りき』
『ツァラトゥストラはかく語りき』は、ニーチェの主著であるとされており、またリヒャルト・シュトラウスに、同名の交響詩を作曲させるきっかけとなった。なお、ツァラトゥストラとは、ゾロアスター教（拝火教）の開祖ザラスシュトラの名前のドイツ語形の一つであるが、歴史上の人物とは直接関係のない文脈で思想表現の器として利用されるにとどまっている。

### その他
- 『善悪の彼岸』
- 『道徳の系譜』
- 『偶像の黄昏』
- 『ヴァーグナーの場合』
- 『アンチクリスト』(『反キリスト者』;独語Der Antichrist)
- 『この人を見よ』
- 『ニーチェ対ヴァーグナー』
- 『力への意志』(ニーチェの死後、遺稿を元にエリーザベトが編集出版したもの。長らくニーチェの主著と見なされていた。)

## 作曲
ニーチェは、専門的な音楽教育を受けたわけではなかったが、13歳頃から20歳頃にかけて歌曲やピアノ曲などを作曲した。その後、作曲することはなくなったが、ヴァーグナーとの出会いを通して刺激を受け、バーゼル時代にもいくつかの曲を残しており「生涯で70を越す楽曲を作曲したそうである」。作風は前期ロマン派的であり、シューベルトやシューマンを思わせる。彼が後にまったく作曲をしなくなったのは、本業で忙しくなったという理由のほかに、自信作であった『マンフレッド瞑想曲』をハンス・フォン・ビューローに酷評されたことが理由として考えられる。
現在に至るまで、ニーチェが作曲家として認識されたことはほとんどないが、著名な哲学者の作曲した作品ということで、一部の演奏家が録音で取り上げるようになり、徐々に彼の「作曲もする哲学者」としての側面が明らかになっている。彼の作品は、すべて歌曲かピアノ曲のどちらかであるが、四手連弾の作品の中には『マンフレッド瞑想曲』交響詩『エルマナリヒ』など、オーケストラを念頭に置いて書かれたであろう作品も存在する。また、オペラのスケッチを残しており、2007年にジークフリート・マトゥスがそのスケッチを骨子としてオペラ『コジマ』を作曲した。またディートリヒ・フィッシャー＝ディースカウはニーチェの歌曲を幾つか演奏・録音するとともに「ワーグナーとニーチェ」という著作も生んでいる。
- ニーチェ音楽関連年譜
- マンフレッド瞑想曲
- ニーチェ作品集
- 新作オペラ『コジマ』

## 著作
- 『音楽の精神からのギリシア悲劇の誕生』（『悲劇の誕生』）（Die Geburt der Tragödie aus dem Geiste der Musik,1872）
- 『反時代的考察』（以下の論文所収）（Unzeitgemässe Betrachtungen, 1876）
  - 「ダーヴィト・シュトラウス、告白者と著述家」（David Strauss: der Bekenner und der Schriftsteller, 1873）
  - 「生に対する歴史の利害」（Vom Nutzen und Nachteil der Historie für das Leben, 1874）
  - 「教育者としてのショーペンハウアー」（Schopenhauer als Erzieher, 1874）
  - 「バイロイトにおけるヴァーグナー」（Richard Wagner in Bayreuth, 1876）
- 『人間的な、あまりにも人間的な』（Menschliches, Allzumenschliches, 1878）
- 『曙光』（Morgenröte, 1881）
- 『悦ばしき知識』（Die fröhliche Wissenschaft,1882）
- 『ツァラトゥストラはかく語りき』（Also sprach Zarathustra, 1885）
- 『善悪の彼岸』（Jenseits von Gut und Böse, 1886）
- 『道徳の系譜』（Zur Genealogie der Moral, 1887）
- 『ヴァーグナーの場合』（Der Fall Wagner, 1888）
- 『ニーチェ対ヴァーグナー』（Nietzsche contra Wagner, 1888）
- 『偶像の黄昏』（Götzen-Dämmerung, 1888）
- 『アンチクリスト』（あるいは『反キリスト者』）（Der Antichrist, 1888）
- 『この人を見よ』（Ecce homo, 1888）

遺稿集には
- 『力への意志』（遺稿。妹が編纂）（Wille zur Macht, 1901）
- 『生成の無垢』（遺稿。アルフレート・ボイムラー編）（Die Unshuld des Werdens, Alfred Kröner Verlag in Stuttgart, 1956）

### 日本語訳
※最近の主な「全集」は、校訂を一新したグロイター版を底本とする白水社版（第1期全12巻・第2期全12巻）と、それより古いクレーナー版・ムザリオン版・シュレヒタ版等に基づく筑摩書房「ちくま学芸文庫」版（全15巻、元版は理想社）。
白水社版は多くの「遺された著作」「遺された断想」を含むが、第3期が未刊行となった。ちくま学芸文庫版は、上記の他に別巻4冊（書簡・詩集・遺稿集『生成の無垢』を収録）を刊行している。
文庫版は『ツァラトゥストラはこう言った』、『悲劇の誕生』、『道徳の系譜』、『善悪の彼岸』、『この人を見よ』など、岩波文庫・光文社古典新訳文庫、河出文庫などで刊行している。